# Strychnos toxifera
Espèce
Strychnos toxifera est une espèce de plantes à fleurs de la famille des Loganiaceae. C'est une plante grimpante de type liane qui pousse dans les forêts tropicales et subtropicales humides.
Les tribus de la Guyana le nomment ourari ou wourali (mais aussi urari ou woorara).
Le premier Européen a l'avoir identifiée et décrite est le naturaliste, géographe et explorateur allemand Alexander von Humboldt en 1807.

## Utilisation
Le suc de couleur noir, issu de cette plante, est un poison paralysant les muscles et qui provoque la mort par un arrêt respiratoire. Les Amérindiens du Brésil, des rives de l'Amazone et de l'Orénoque, de la Guyane, de la Guyana ainsi que du Pérou l'utilisaient afin d'empoisonner leurs flèches, lances et harpons lors de leurs chasses dans la jungle.  Associée souvent à des extraits d'espèces comme des aristoloches ou bien du latex d'euphorbe, sa préparation s'effectuait selon des rites religieux et dictée par les sorciers. Cette substance ainsi que celle extraite de Chondodendron tomentosum est communément appelée curare (végétal).
En revanche, cette espèce, malgré le nom de son genre, Strychnos, ne contient pas de Strychnine mais agit plutôt comme un antidote à celle-ci. Le suc est également utilisé dans le domaine pharmaceutique comme psychotrope contre l'hydrophobie et comme remède contre le tétanos entre autres.